# یواس‌اس گاردینرز بی (ای‌وی‌پی-۳۹)
یواس‌اس گاردینرز بی (ای‌وی‌پی-۳۹) (به انگلیسی: USS Gardiners Bay (AVP-39)) یک کشتی هواگرد آبنشین بود که در جنگ جهانی دوم و جنگ کره مورد استفاده قرار گرفت. طول آن ۳۱۰ فوت ۹ اینچ (۹۴٫۷۲ متر) بود. این کشتی در سال ۱۹۴۴ ساخته شد.